# Quake-motor
Quake-motoren er en 3-D realtime computerspil-motor, baseret på den originale Quake, udgivet af id Software 31. maj 1996 og frigivet 21. december 1999.
Quake-motoren virker meget som motoren fra Doom. De benyttede begge Binary space partitioning (BSP).
Quake-motoren benyttede Gouraud shading til at bevæge objekter, og en "Lightmap" til at stoppe objekter eller på engelsk "un-moving".
Quake-motoren var den først til at bruge 3D figurer, i stedet for de simple 2D-figurer, også kendt som sprites (mest set i id Tech 1).
Dvs. Understøttede motoren sproget QuakeC, der gjorde det muligt for folk at programmere nye funktioner ind i spillet.